# Ágota Bujdosó
Ágota Bujdosó (Budapest, 2 de junio de 1945-30 de marzo de 2025) fue una balonmanista húngara que jugó en la posición de guardameta.

## Carrera deportiva

### Club
Jugó toda su carrera con el Vasas de 1960 a 1978, equipo con el que ganó el campeonato nacional en siete ocasiones, ganó cuatro títulos de copa fue finalista continental y fue seleccionada como balonmanista del año en Hungría en dos ocasiones.

### Selección nacional
Jugó para Hungría en 158 ocasiones de 1965 a 1977 y anotó un gol, equipo con el que ganó la medalla de bronce en Montreal 1976 y fue dos veces semifinalista de la copa mundial.

## Logros

### Club
- Nemzeti Bajnokság I (7): 1972, 1973, 1974, 1975, 1976, 1977, 1978
- Magyar Kupa (4): 1969, 1971, 1974, 1976

### Individual
- Balonmanista del año en Hungría (2): 1973, 1975
- Anillo dorado del Vasas SC en 1991.[5]